# 최민창
최민창(1996년 4월 16일~)은 전 KBO 리그 SSG 랜더스의 외야수이다.

## 아마추어 시절
고교 시절 청소년 대표로 출전했으며, 고교 통산 타율 0.385를 기록했다.

## LG 트윈스시절
2015년에 2차 2라운드로 지명받아 입단하였다.
2017년 9월 16일 한화 이글스와의 경기에 선발 출장하며 데뷔 첫 경기를 치렀고, 경기에서 3타수 1안타를 기록했다. 데뷔 첫 경기에서 데뷔 첫 안타를 기록했다. 2018년 11월 15일에 현역으로 입대했다. 2023년 시즌 후 방출됐다.

## SSG 랜더스시절
2024년에 입단하였다.

## 출신 학교
- 서울강남초등학교
- 선린중학교
- 신일고등학교

## 통산 기록
| 연도 | 팀명  | 타율  | 경기 | 타수 | 득점 | 안타 | 2루타 | 3루타 | 홈런 | 타점 | 도루 | 도실 | 볼넷 | 사구 | 삼진 | 병살 | 실책 |
| ---- | ----- | ----- | ---- | ---- | ---- | ---- | ----- | ----- | ---- | ---- | ---- | ---- | ---- | ---- | ---- | ---- | ---- |
| 2017 | LG    | 0.276 | 13   | 29   | 1    | 8    | 0     | 0     | 0    | 2    | 0    | 1    | 3    | 0    | 7    | 0    | 0    |
| 통산 | 1시즌 | 0.276 | 13   | 29   | 1    | 8    | 0     | 0     | 0    | 2    | 0    | 1    | 3    | 0    | 7    | 0    | 0    |